# Josué 13
Josué 13 es el decimotercer capítulo del Libro de Josué en la Biblia hebrea o en el Antiguo Testamento de la Biblia cristiana. Según la tradición judía, el libro se atribuyó a Josué, con añadidos de los sumos sacerdotes Eleazar y Fineas, pero los eruditos modernos la consideran parte de la Tradición deuteronómica, que abarca desde el libros del Deuteronomio hasta 2 Reyes, atribuida a escritores nacionalistas y devotos de Yahvé durante la época del rey reformador de Judea Josías en el siglo VII a. C.. Este capítulo registra la lista de tierras aún por conquistar y las asignaciones de tierras para las tribus Rubén, Gad y la mitad de Manasés (este), una parte de una sección que comprende Josué 13:1-21:45 sobre las asignaciones de los israelitas a la tierra de Canaán.

## Texto
Este capítulo fue escrito originalmente en Lengua hebrea. Está dividido en 33 Versículos.

### Testigos textuales
Algunos manuscritos antiguos que contienen el texto de este capítulo en hebreo pertenecen a la tradición del Texto Masorético, que incluye el Códice de El Cairo (895), el Códice de Alepo (siglo X) y el Códice Leningradoensis (1008).
Los manuscritos antiguos existentes de una traducción al griego koiné conocida como Septuaginta (originalmente se hizo en los últimos siglos a. C.) incluyen el Codex Vaticanus (B; {\displaystyle {\mathfrak {G}}}B; siglo IV) y Codex Alexandrinus (A; {\displaystyle {\mathfrak {G}}}A; siglo V).